# Bison (Dakota del Sud)
Bison è un comune (town) degli Stati Uniti d'America e capoluogo della contea di Perkins nello Stato del Dakota del Sud. La popolazione era di 333 abitanti al censimento del 2010.

## Geografia fisica
Bison è situata alle coordinate 45°31′26″N 102°27′53″W (45.523911, -102.464634).
Secondo lo United States Census Bureau, la città ha una superficie totale di 2,57 km², tutti costituiti da terra ferma.
A Bison è stato assegnato lo ZIP code 57620 e lo FIPS place code 05620.

## Storia
Bison fu mappata nel 1907 e prende il nome dai bisonti americani che un tempo erano numerosi nell'area. Un ufficio postale era operativo a Bison dal 1907. Bison fu dichiarato capoluogo della contea nel 1908.

## Società

### Evoluzione demografica
Secondo il censimento del 2010, la popolazione era di 333 abitanti.

### Etnie e minoranze straniere
Secondo il censimento del 2010, la composizione etnica della città era formata dal 97,9% di bianchi e il 2,1% di due o più etnie. Ispanici o latinos di qualunque razza erano lo 0,3% della popolazione.